# Acanthermia pupillata
Acanthermia pupillata là một loài bướm đêm trong họ Noctuidae.